# Van McCoy
Van Allen Clinton McCoy, noto semplicemente come Van McCoy (Washington, 6 gennaio 1940 – Englewood, 6 luglio 1979), è stato un musicista, produttore discografico e cantautore statunitense.

## Biografia
Nato a Washington, si è trasferito a Philadelphia, dove ha iniziato a scrivere canzoni. Il suo primo brano di successo pubblicato da altri artisti è Stop the Music, interpretato dalle The Shirelles nel 1962. Dopo aver firmato un contratto per la Columbia Records ha collaborato con Gladys Knight & the Pips, Chris Bartley, Ruby & the Romantics, Barbara Lewis, Betty Everett, Erma Franklin, Jackie Wilson e altri artisti.
Nel 1975 ottiene successo col brano The Hustle, interpretato insieme alla Soul City Symphony.
La canzone ha vinto il Grammy Award come "miglior interpretazione pop strumentale" nel 1976.
Da produttore ha lavorato anche con Stacy Lattisaw, Aretha Franklin, David Ruffin, The Stylistics.
È morto a soli 39 anni a causa di un infarto.

## Discografia

### Album
- 1966: Night Time is Lonely Time
- 1972: Soul Improvisations
- 1974: Love is the Answer
- 1975: Disco Baby (Van McCoy and the Soul City Symphony)
- 1975: The Disco Kid
- 1975: From Disco to Love
- 1976: The Real McCoy
- 1976: Rhythms of the World
- 1977: Van McCoy and his Magnificent Movie Machine
- 1978: My Favorite Fantasy
- 1979: Lonely Dancer
- 1979: Sweet Rhythm